# Indian Open 1976
L'Indian Open 1976 è stato un torneo di tennis giocato sulla terra rossa. È stata la 4ª edizione dell'Indian Open, che fa parte del Commercial Union Assurance Grand Prix 1976. Il torneo si è giocato a Bangalore in India, dal 22 novembre al 28 novembre 1976.

## Campioni

### Singolare maschile
Kim Warwick ha battuto in finale  Sashi Menon con il punteggio di 6–1, 6–2

### Doppio maschile
Bob Carmichael /  Ray Ruffels hanno battuto in finale  Chiradip Mukerjea /  Bhanu Nunna con il punteggio di 6–2, 7–6